# إيس بيلي
إيس بيلي هو لاعب هوكي الجليد كندي، ولد في 3 يوليو 1903 في بريسبريدج في كندا، وتوفي في 7 أبريل 1992 في تورونتو في كندا.

## وصلات خارجية
- إيس بيلي على موقع دوري الهوكي الوطني (الإنجليزية)
- إيس بيلي على موقع EliteProspects.com (الإنجليزية)
- إيس بيلي على موقع HockeyDB.com (الإنجليزية)
- إيس بيلي على موقع Hockey-Reference.com (الإنجليزية)